# Smells Like Children
Smells like children er en EP af det amerikanske shock-rock band Marilyn Manson. Den blev udgivet den 24. oktober 1995 gennem Nothing og Interscope Records. EP'en er produceret af Trent Reznor også kendt fra Nine Inch Nails. Den opnåede platin (Recording Industry Association of America - RIAA).
Den mest kendte sang fra EP'en er et cover af Eurythmics-sangen "Sweet Dreams (Are Made of This)".

## Tracklisting
1. "The Hands of Small Children" – 1:35
2. "Diary of a Dope Fiend" – 5:55
3. "Shitty Chicken Gang Bang" – 1:19
4. "Kiddie Grinder" (Remix) – 4:23
5. "Sympathy for the Parents" – 1:00
6. "Sweet Dreams (Are Made of This)" – 4:53
7. "Everlasting Cocksucker" (Remix) – 5:13
8. "Fuck Frankie" – 1:48
9. "I Put a Spell on You" – 3:36
10. "May Cause Discoloration of the Urine or Feces" – 3:59
11. "Scabs, Guns, and Peanut Butter" – 1:01
12. "Dance of the Dope Hats" (Remix) – 4:39
13. "White Trash" (Remixed by Tony F. Wiggins) – 2:47
14. "Dancing with the One-Legged..." – 0:45
15. "Rock 'N Roll Nigger" – 3:31
16. (Bonus Track) – 8:19